# Schottische Badmintonmeisterschaft 1961
Die Schottische Badmintonmeisterschaft 1961 fand in Dunfermline statt. Es war die 40. Austragung der nationalen Meisterschaften von Schottland im Badminton.	

## Titelträger
| Disziplin    | Sieger                      |
| ------------ | --------------------------- |
| Herreneinzel | Robert McCoig               |
| Dameneinzel  | Wilma Tyre                  |
| Herrendoppel | Robert McCoig Frank Shannon |
| Damendoppel  | Wilma Tyre Maggie McIntosh  |
| Mixed        | Robert Fowlis A. Barclay    |